# 太古正音琴谱
太古正音琴谱中国古琴谱。明张大命撰辑，刊于1611年左右。

## 琴谱内容
琴谱共四卷，卷首有明万历己酉董其昌序及张氏自序，序后为谱目，第一卷論琴，第二三四卷为琴谱，谱内计收琴曲五十二首。

## 琴谱考究
一说此谱是被沈国裕由张大命的《阳春堂琴谱》篡改，改称《太古正音琴谱》，分为匏、土、革、木四集。重校出版。